# Renaud IV de Gueldre
Renaud de Juliers, né vers 1365 et mort le 25 juin 1423, est duc de Juliers (Renaud Ier), de Gueldre et comte de Zutphen (Renaud IV) de 1402 à 1423. Il est le fils de Guillaume VI, duc de Juliers, et de Marie, duchesse de Gueldre.

## Biographie
Il succède à son frère Guillaume et tente vainement de contenir l'expansion des ducs de Bourgogne, d'abord avec l'aide des Wittelsbach, comtes de Hollande et de Hainaut. En 1406, il échoue à empêcher la succession du duché de Brabant en faveur d'Antoine de Bourgogne et se brouille avec les Wittelsbach. Il s'allie ensuite à Robert de Wittelsbach, roi des Romains, et à Louis d'Orléans. En 1412, il combat le comte de Hollande à propos de la possession de la Groningue.
Il doit par la suite céder la ville d'Emmerich au comte de Clèves, et renouveler les privilèges aux États généraux du pays de Gueldre. Il meurt en 1423.

## Mariage et descendance
De sa relation avec Maria van Brakel, Renaud IV a un fils illégitime qui est nommé Willem van Gulik, mais qui est reconnu plus tard par décret de l'empereur Sigismond et devient seigneur de Wachtendonk par son mariage avec Johanna van Wachtendonk.
Renaud épouse en 1405 Marie d'Harcourt, fille de Jean VI, comte d'Harcourt, d'Aumale et baron d'Elbeuf, et de Catherine de Bourbon, mais n'a pas d'enfant. Le duché de Gueldre, qui pouvait se transmettre par les femmes, revient à Arnold d'Egmond, petit-fils de sa sœur Jeanne. Le duché de Juliers, qui ne se transmet qu'en lignée masculine, revient à son cousin Adolphe VII de Juliers, duc de Berg. Sa veuve se remarie en 1426 avec Robert de Juliers († 1431), fils de ce même cousin, Adolphe VII de Juliers.

## Source
- Rainald IV. Herzog von Geldern und von Jülich (1402-1423)
- Notices d'autorité :   - VIAF
  - GND
- Notice dans un dictionnaire ou une encyclopédie généraliste :   - Deutsche Biographie